# Las Cinco Llagas
Las Cinco Llagas är en ort i Mexiko.   Den ligger i kommunen León och delstaten Guanajuato, i den centrala delen av landet, 300 km nordväst om huvudstaden Mexico City. Las Cinco Llagas ligger 1 795 meter över havet och antalet invånare är 188.
Terrängen runt Las Cinco Llagas är en högslätt. Runt Las Cinco Llagas är det tätbefolkat, med 257 invånare per kvadratkilometer. Närmaste större samhälle är León de los Aldama, 11,6 km norr om Las Cinco Llagas. Trakten runt Las Cinco Llagas består till största delen av jordbruksmark.